# Microphaea nyctichroa
Microphaea nyctichroa är en fjärilsart som beskrevs av George Francis Hampson 1910. Microphaea nyctichroa ingår i släktet Microphaea och familjen nattflyn. Inga underarter finns listade i Catalogue of Life.